# Leles (Serba Jadi)
Leles is een bestuurslaag in het regentschap Aceh Timur van de provincie Atjeh, Indonesië. Leles telt 357 inwoners (volkstelling 2010).